# HMS Argo (A504)
HMS Argo (A504) är det fjärde i en serie av fem skolfartyg i Altair-klassen. Hon är byggd på Djupviks varv på Tjörn och sjösattes 2008 och levererades till svenska marinen.
Namnet har hon fått från stjärnbilden Skeppet Argo. Namnet har tidigare burits av torpedbåten HMS Argo (T111).